# San Pablo Tecalco
San Pablo Tecalco är en ort i Mexiko, tillhörande kommunen Tecámac i delstaten Mexiko. San Pablo Tecalco ligger i den centrala delen av landet och tillhör Mexico Citys storstadsområde. Orten hade 5 344 invånare vid folkmätningen 2010.